# Paul De Maeyer

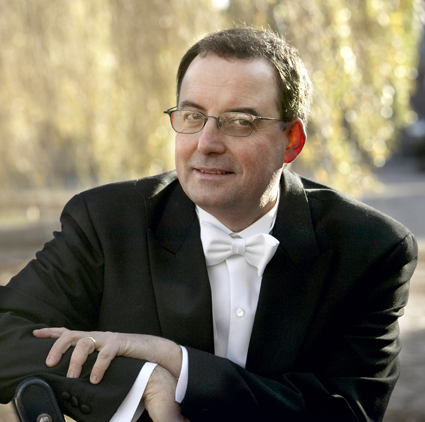
Paul De Maeyer

Paul De Maeyer (Halle, 1964) is een Belgisch organist en muziekdocent. 

## Biografie
De Maeyer studeerde orgel, muziekgeschiedenis en muziekdidaktiek aan het Lemmensinstituut in Leuven. Vervolgens behaalde hij een solistendiploma orgel bij Reitze Smits aan het conservatorium van Utrecht. Daarnaast speelt hij piano, beiaard en historische klavierinstrumenten zoals harmonium, klavecimbel, klavichord. 
Hij volgde bovendien vervolmakingscursussen voor orgel en improvisatie bij Jos Van Immerseel en Michel Chapuis. 
Als organist, improvisator en begeleider is hij regelmatig te horen op recitals, concerten en opnames in binnen- en buitenland. Zo was hij te gast op orgelfestivals in België, Frankrijk, Duitsland, Nederland, Italië, Noorwegen en Zwitserland met onder andere muziek van en rond Johann Sebastian Bach.
Daarenboven was De Maeyer sinds 1999 leerkracht orgel, begeleidingspraktijk, algemene muziekcultuur en algemene muzikale vorming aan verscheidene academies rond Brussel. Hij was eveneens lescoach voor vijfjarige pianisten van het aquariusproject van Antwerpen (muziekles zonder notenleer). Na zijn engagement als organist – titularis van de Sint-Martinusbasiliek in Halle kwam hij in 1993 naar Gent om er vaste organist te worden van het Philippe Forrest-orgel in de St. Stefanuskerk. Momenteel geeft hij orgel, begeleidingspraktijk en concertcoaching aan de Muziekacademie van Gentbrugge en wordt hij regelmatig gevraagd als gastdocent, vooral voor improvisatie. Verschillende van zijn oud-leerlingen zijn inmiddels afgestudeerd als professioneel organist.

## Filmbegeleider
Zijn debuut als filmbegeleider aan het orgel van Kontich in 2006,  in de film Modern Times van Charly Chaplin, bracht hem naar Italië met improvisatieconcerten rond gezangen van Hildegard van Bingen. In december 2010 begeleidde De Maeyer deze film opnieuw in Zwitserland. Bovendien speelde hij reeds talrijke improvisaties o.b.v. National Geographic-projecties.

## Improvisaties
Naast een experiment met draaiorgel en orgel in Tilburg, trad De Maeyer op met Tony di Napoli in een productie met lithofonen en orgel. Met de actrice Liesbeth Adriaansens maakte hij een evocatie over de genese en de ontwikkeling van de orgelcultuur. Dit gebeurde ter gelegenheid van het nieuwe Grenzing-orgel in de kathedraal van Brussel voor Klara in het Paleis. In samenwerking met  Jef Vermassen ontstond een hedendaags “Te Deum” rond de gregoriaanse basis en orgelimprovisaties. De Maeyer nam eveneens deel aan improvisatie-estafettes zoals Musicora in Parijs en Gent met Michel Chapuis, Ton Van Eck en Edward De Geest.
Zijn solo-improvisatieconcerten bevatten referenties naar de Europese (orgel)literatuur, de folklore, het liturgische tijdeigen, programmatische beelden, natuurelementen en eigen ontworpen thema's. 

## Realisaties
1. Met de vzw De Principaal (sinds 1988, waar hij momenteel voorzitter van is) stichtte hij de happening “de Vlaamse Orgeldagen 1995”: workshops, concerten en een  tweejaarlijkse Vlaamse orgelwedstrijd voor kenners en liefhebbers. In 1997 ontstond zo in Sint-Truiden “de Nacht van het orgel”,  een labo voor creatieve producties rond het orgel.  Intussen werd dit festival overgenomen door de landelijke vereniging “Het orgel in Vlaanderen”. Er vonden een 9-tal edities van plaats, telkens in een andere Vlaamse stad.
2. In 1993 werd Paul De Maeyer organist van het Flentrop- en Forrestorgel in het Sint-Stefanusklooster.  In dit klooster richtte hij ook de Koorschool "Cantate Alleluja" op, een zomeracademie voor orgel en het "Orgelfestival aan de Lieve".
3. In 2006 werd hij door het het Vlaamse tijdschrift Orgelkunst uitgenodigd om een geluidsopname te maken op het gerestaureerde Forrestorgel, dit leidde tot de Toermalijnsymfonie. Bovendien verzorgde hij de inspeling van de gerestaureerde historische orgels in Meer (Hoogstraten), Knesselare en St. Amandus (St Amandsberg).
4. Hij was als orgeladviseur van de dienst Monumentenzorg van de stad Gent verantwoordelijk voor het toezicht op de restauratie van het Cavaillé-Collorgel van de Sint-Niklaaskerk, waarvoor hij samen met de Gentse Stadsdiensten een Internationaal Colloquium op touw zette. Vanuit deze achtergrond  werkt hij samen met anderen aan de ontsluiting van het Gentse orgelpatrimonium in het project “De zilveren Nachtegaal”, geïnspireerd door de “Vrienden van de Sint - Niklaaskerk” vzw, die een drieklaviers Flentrop-koororgel aankocht voor het gerestaureerde koor van deze kerk.
5. De kleurende cirkel van de dag
6. Lijnen naar Bach op donderdag
7. Oxymoron (creatie met Marnix De Cat, OLV St. Pieterskerk in Gent)
8. Maanconcert (Festival van Vlaanderen)
9. Arcobaleno Illuminato (danssuite voor het verdwenen Van Peteghem-orgel in St. Jacobs)
10. Kathedraaltrilogie (kleur, licht en vuur, St Gummarus in Lier)
11. Marionettenopera “Opus Octopus” (kinderkoor, waterflessen, klarinet en orgel)
12. Vijf chinese elementen op muziek (wind, water, lucht, aarde en metaal)
13. Viermaal Bach op zondag (St Stefanus in Gent)

## Samenwerking

### Koren en orkesten
- Diverse koren (o.a. in het Requiem van Maurice Duruflé)
- Gregoriaanse schola's (Ronse, Broeders Oostakker, Veurne)
- Het kamerorkest Ostinato uit Sint-Niklaas
- Het Nationaal Orkest van België (Orgelsymfonie Saint-Saëns en werk van Ottorino Respighi)
- Het Gents jeugd- en muziekorkest (orgelconcerto van Poulenc)

### Artiesten
- Zeger Vandersteene
- Helena Maes
- Liesbeth Adriaansens
- Jef Vermassen
- Anton Cogen
- Els Biesemans
- Maria Cogen
- Maarten Van Ingelgem
- Herman De Wit (het Kliekske)
- Johan Vanden Bossche (live-opname voor het Festival van Vlaanderen)
- Marnix De Cat, een concerto voor de zelfbedachte “gigantofoon”
- Peter Breugelmans, stadsorganist Leuven, (duo "Tasto-Tasti")
- Wannes Vanderhoeven (duo “Sine nomine”)
- Marc Pinardel, organist Parijs
- Luc Dockx, beeldhouwer, organist en beiaardier in Hoogstraten
- Francois Le Roux (HA! MAN), cellist en klavierspeler

Een filmpje hiervan is te zien op Youtube Paul De     Maeyer en Francois Le Roux
- Yves Bondue
- Het improvisatie-kwartet “Boenox”
- Het koperkwintet “Vijf Beaufort”
- Pé Vermeersch
- Tony di Napoli

## Opnames
- Buxtehude, Tilburg
- Begijnhof, St. Truiden
- 2 positieven, i.s.m. Johan Deblieck
- Toermalijnsymfonie, i.s.m. tijdschrift orgelkunst
- Maanconcert, i.s.m. gitarist Johan Vanden Bossche

## Artikels
- “Het orgel” – Improvisatie in de orgelles
- 20 remedies tegen de liefde voor het orgel (boutade over de “zwarte muziekpedagogie”)